# エ・キ・ス・ト・ラ!!!
『エ・キ・ス・ト・ラ!!!』(エキストラ) は、2020年1月17日 (16日深夜) から3月20日 (19日深夜) まで関西テレビの「カンテレドラマらぼ」枠にて毎週金曜の0:55 - 1:25 (木曜深夜)に放送されていたテレビドラマである。

## キャスト
高城蓮
演 - 吉村界人
西條友里
演 - 山谷花純
矢部夏樹
演 - 水上京香
黒沢盛夫
演 - 芹澤興人
清水匡彦
演 - 中林大樹

### ゲスト
第1話
- 柴崎翔 - 間宮祥太朗

第2話
- 飯山裕子 - 橋本マナミ
- 幸太郎 - 岡部尚

第3話
- 内川太一 - 松尾諭
- 影山慎吾 - 中島広稀
- 巴 - 加藤小夏
- コンドウ - 和田光沙

第4話
- 吉本佳代子 - 江上敬子 (ニッチェ)
- 道子 - 宮部純子
- 咲子 - 清水葉月

第5話
- 秋吉まりあ - 筧美和子

第6話
- 神宮寺雅也 - 笠松将
- 音無泉 - 池上紗理依
- 宝田章宏 - 中村まこと

第7話
- 阿久津 - 渡辺哲

第8話
- 貴島聖良 - 苑美
- 大田 - 都丸紗也華

第9話
- 水谷伸二 - 木田圭介
- 長田みどり - 奥村佳代

## スタッフ
- 企画 - 岸本鮎佳
- 脚本 - 岸本鮎佳、モラル、ニシオカ・ト・ニール
- 音楽 - 小田切大
- 主題歌 - ハンブレッダーズ「ユースレスマシン」(TOY’S FACTORY)
- プロデュース - 米田孝（カンテレ)、岡光寛子（カンテレ)、清家優輝 (ファインエンターテインメント)
- 演出 - 熊坂出、古畑耕平、片山雄一
- 制作協力 - ファインエンターテイメント
- 制作著作 - カンテレ

### 放送日程
| 話数   | 放送日  | サブタイトル           | 監督     |
| ------ | ------- | ---------------------- | -------- |
| 第01話 | 1月17日 | 俳優志望のエキストラ   | 熊坂出   |
| 第02話 | 1月24日 | 人妻リーダーエキストラ | 熊坂出   |
| 第03話 | 1月31日 | サラリーマンエキストラ | 古畑耕平 |
| 第04話 | 2月7日  | 俳優オタクエキストラ   | 片山雄一 |
| 第05話 | 2月14日 | 残念な美人エキストラ   | 熊坂出   |
| 第06話 | 2月21日 | 御曾司大学生エキストラ | 片山雄一 |
| 第07話 | 2月28日 | おじいちゃんエキストラ | 古畑耕平 |
| 第08話 | 3月6日  | 俳優・高城蓮の物語     | 熊坂出   |
| 第09話 | 3月13日 | エキストラBoys & Girls | 熊坂出   |
| 最終話 | 3月20日 | 最・終・回!!!          | 熊坂出   |